# 軟膜

図1　脊髄と髄膜の横断面模式図。外側周囲に硬膜（黒色）、クモ膜（青色）、軟膜（赤色）を図示する。

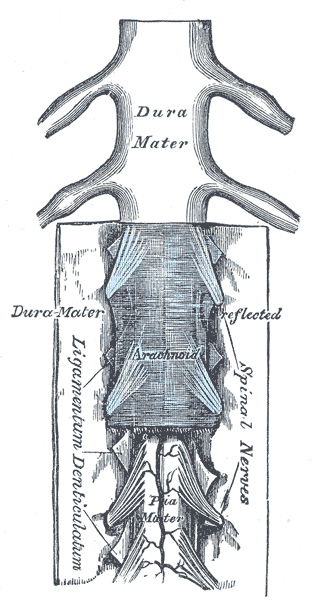
図2　脊髄と髄膜。

軟膜（なんまく、pia mater）は、脳および脊髄を包む髄膜のうち、もっとも内部にある膜。ラテン語の「pia mater」は「優しい母」の意味であり、これはアラビア語の軟膜にあたる語の意味に由来する（翻訳借用）。
軟膜は発生学的には、神経堤に由来する。薄く網状の膜で、脳の表面を隙間なく覆っており、皮質の溝の中にまで入り込んでいる。軟膜はさらに外側の上軟膜層 (epipial layer) と内側の内軟膜 (intima pia) の2層に分けられる。
内軟膜は隙間のない膜で、脳および脊髄の神経組織と癒着している。血管が脳内に入り込むところでは、内軟膜も折れ曲がって血管を包み込むように脳内に入り込んでいる。内軟膜の細胞は血管からではなく、神経組織内を拡散する脳脊髄液に栄養を依存する。上軟膜層は膠原線維状の組織が網の目のようにはりめぐらされた膜で、軟膜の外側を包むクモ膜の小柱とつながっている。大脳皮質には上軟膜がなく、脳に栄養する血管は内軟膜の上を走り、クモ膜の小柱によって固定されている。
脳内部の空間である脳室内のうち、側脳室下角の内側面、第三脳室と第四脳室下部の天井には脈絡叢があり、ここで軟膜は脳室上衣細胞 と癒着して脈絡組織を形成している。これは脳室内に浮かんだ脈絡叢をつなぎとめる役割を果たしている（#参考画像の図5参照）。
脊髄では、両外側の軟膜は膜状の組織となってクモ膜を突き破り、硬膜に付着して脊髄をつなぎとめている。鋸歯状に分布するこの組織を歯状靱帯という（右の図2参照。ligamentum denticulatumと示されたものが歯状靱帯）。

## 参考画像

図3　頭部の骨と髄膜の関係。
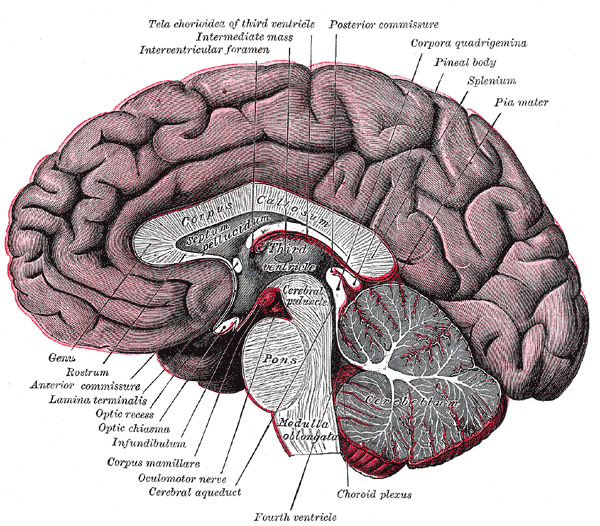
図4　脳の正中矢状断。赤い部分が軟膜。
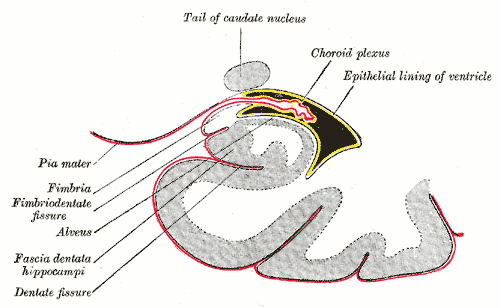
図5　側脳室下角の冠状断。黒い脳室内に突出した黄色と赤色が脈絡組織。
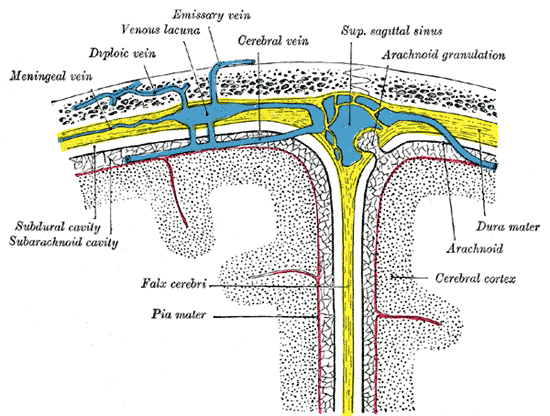
図6　頭頂部の断面模式図。水色は静脈および静脈洞、黄色が硬膜、赤色が軟膜を示す。
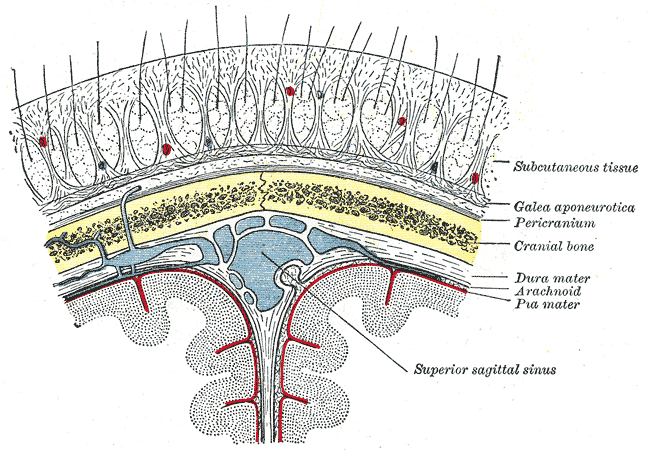
図7　頭頂部の断面模式図。黄色は頭蓋骨、水色は静脈および静脈洞、赤色は軟膜を示す。